# Eva Grimaldi
Eva Grimaldi, pseudonimo di Milva Perinoni (Nogarole Rocca, 7 settembre 1961), è un'attrice e personaggio televisivo italiana.

## Biografia
Nata a Nogarole Rocca, in provincia di Verona, Milva Perinoni, in arte Eva Grimaldi, prima di esordire in televisione con il popolare programma Drive In (dove interpretava la guardarobiera) ha lavorato come benzinaia. Lascia però lo show dopo poche puntate per partecipare al film di Federico Fellini, Intervista. Prosegue la carriera cinematografica alternando pellicole d'autore come Tolgo il disturbo di Dino Risi, Per sempre del brasiliano Walter Hugo Khouri, Giorni felici a Clichy del francese Claude Chabrol, L'angelo con la pistola di Damiano Damiani, a film più popolari e di genere tipo Rimini Rimini - Un anno dopo di Bruno Corbucci e Giorgio Capitani, Quella villa in fondo al parco di Giuliano Carnimeo, The Black Cobra di Stelvio Massi, Mia moglie è una bestia di Castellano e Pipolo con Massimo Boldi, La maschera del demonio di Lamberto Bava, Abbronzatissimi e Abbronzatissimi 2 - Un anno dopo di Bruno Gaburro, Kinski Paganini di Klaus Kinski e Mutande pazze di Roberto D'Agostino.
Sempre in questi anni ha posato senza veli per diverse riviste erotiche tra le quali Playmen e l'edizione italiana di Playboy, divenendo così un sex-symbol del cinema e della TV a cavallo tra gli anni ottanta e novanta. Successivamente, si dedica anche al teatro, dove lavora con Pier Francesco Pingitore in Buonanotte Bettino e con Pino Ammendola e Nicola Pistoia in Uomini targati Eva (quest'ultimo ebbe ben 100 repliche al Salone Margherita di Roma) e con Roberta Torre in Invece che all'una alle due. Nel 1994, ritorna a lavorare al cinema con Cari fottutissimi amici di Mario Monicelli, mentre l'anno successivo lavora di nuovo in Francia interpretando un film con Gérard Depardieu, intitolato Les anges gardiens (distribuito in Italia con il titolo Soldi proibiti) che registrò record d'incassi nel Paese d'oltralpe, e viene scelta come testimonial della pubblicità di Calvin Klein.
In questo periodo è anche protagonista di una puntata del varietà di Canale 5 Viva le italiane de Il Bagaglino in cui venne ripercorsa in maniera ironica tutta la sua carriera fino ad allora, nel 1998 interpreta se stessa nella commedia cinematografica Paparazzi, diretta da Neri Parenti, mentre nello stesso anno è al cinema anche con un'altra commedia, Simpatici & antipatici, diretta da Christian De Sica. Nel 2001 è la primadonna del varietà televisivo del Bagaglino Saloon, trasmesso in prima serata su Canale 5 e diretto da Pier Francesco Pingitore, in cui la Grimaldi era affiancata da comici come Pippo Franco, Leo Gullotta, Oreste Lionello, Maurizio Mattioli, Gabriella Germani, Martufello e Manlio Dovì e ad altre tre soubrette: Pamela Prati, Nathalie Caldonazzo e Milena Miconi. Il programma, che registrò ascolti record, destò molto scalpore in quanto in ogni puntata la Grimaldi (assieme alle altre tre primedonne del varietà) si esibiva in un balletto sexy al termine del quale si mostrava in topless.
Nel 2003 fa un calendario sexy. Nel biennio 2004-2005 lavora in teatro con Antonio Giuliani, recitando in Che fine ha fatto Cenerentola? e in Bravi a letto. Sempre nel 2005 è nel cast del film americano L'educazione fisica delle fanciulle di John Irvin. Nel 2006 partecipa come concorrente, in coppia con Simone Di Pasquale, alla terza edizione del talent-show Ballando con le stelle in onda su Rai 1 e condotto da Milly Carlucci, venendo eliminata nella semifinale.
A partire dagli anni novanta ha però soprattutto interpretato diverse fiction televisive di successo in onda sulle reti del gruppo Fininvest (poi ribattezzato Mediaset nel 1996), tra cui Donna d'onore e Donna d'onore 2, La signora della città, La villa dei misteri, Ladri si nasce (e il seguito Ladri si diventa), Tre stelle, Villa Ada, La casa delle beffe, Il bello delle donne, Occhi verde veleno, Caterina e le sue figlie, Mogli a pezzi, Il peccato e la vergogna e Pupetta - Il coraggio e la passione. Nel 2013 torna anche a teatro con lo spettacolo Circe, la figlia del sole.
Nel 2014 prende parte come concorrente alla terza edizione dell'adventure game Pechino Express in onda su Rai 2 con Roberta Garzia, classificandosi terza: partecipa poi come guest-star anche ad una puntata della stagione successiva dello stesso programma. Nel 2015 torna dopo molti anni al cinema, prendendo parte alla commedia Babbo Natale non viene da Nord diretta da Maurizio Casagrande, distribuita nelle sale nel periodo natalizio, e nello stesso anno è di nuovo a teatro con la piéces Il marito di mio figlio. Nel 2016 è nel cast de Il traduttore di Massimo Natale.
Nel 2017 ha preso parte come concorrente alla dodicesima edizione del reality show L'isola dei famosi, in onda su Canale 5, arrivando anche in questo caso fino alla finale, classificandosi al terzo posto, venendo eliminata con l'86% dei voti. Nel 2018 è di nuovo al cinema con due film: la commedia Il mio uomo perfetto, recitato accanto a Nancy Coppola, Francesco Testi e Nadia Rinaldi e con la regia di Nilo Sciarrone, ed il thriller Respiri, primo lungometraggio di Alfredo Fiorillo, presentato in anteprima al Festival del Cinema Europeo, interpretato assieme ad Alessio Boni, Pino Calabrese, Lino Capolicchio e Milena Vukotic.
Nell'autunno 2019 ha preso parte come concorrente alla nona edizione del talent show di Rai 1, Tale e quale show, tornerà come guest nel 2023 nell'ultima puntata al fianco di Francesco Paolantoni, Gabriele Cirilli e Laura Freddi.
Dal 17 dicembre 2021 al 3 gennaio 2022 ha partecipato come concorrente, a gioco iniziato, alla sesta edizione del Grande Fratello VIP, in onda su Canale 5. venendone eliminata tre settimane dopo. A distanza di due anni, dal 16 dicembre 2024, è ritornata nella casa del Grande Fratello partecipando alla diciottesima edizione della versione classica.
Nel 2024 è tornata di nuovo a teatro con lo spettacolo La signora in rosso, diretto da Claudio Insegno ed ispirato al film omonimo.

## Vita privata

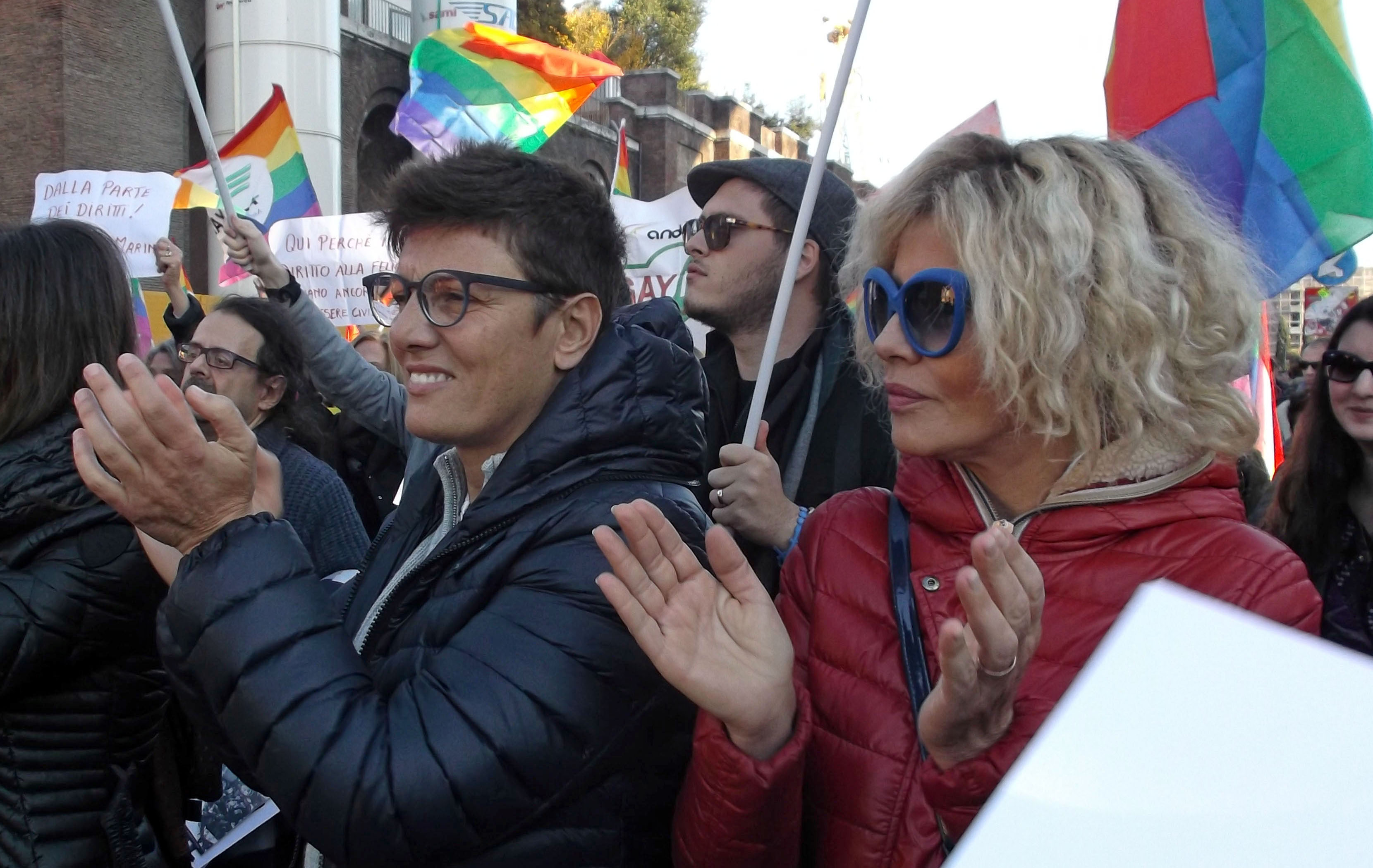
Imma Battaglia ed Eva Grimaldi nel 2015, a una manifestazione in favore del matrimonio egualitario

Dopo essere stata sentimentalmente legata a Lele Mora, a Vittorio Sgarbi e fra gli anni Novanta e Duemila al collega Gabriel Garko, con il quale ha convissuto per otto anni, si è sposata nel 2006 con l'imprenditore veronese Fabrizio Ambroso; i due si sono separati nel 2010 e hanno divorziato nel 2013. Dal 2010 è la compagna dell'attivista e politica Imma Battaglia, con cui si è unita civilmente il 19 maggio 2019 in una cerimonia celebrata da Monica Cirinnà, prima firmataria della legge sulle unioni civili.

## Filmografia

Eva Grimaldi in Mia moglie è una bestia (1988)

### Cinema
- La monaca nel peccato, regia di Joe D'Amato (1986)
- D'Annunzio, regia di Sergio Nasca (1987)
- Non scommettere mai con il cielo, regia di Mariano Laurenti (1987)
- The Black Cobra, regia di Stelvio Massi (1987)
- Intervista, regia di Federico Fellini (1987)
- Rimini Rimini - Un anno dopo, regia di Bruno Corbucci e Giorgio Capitani (1988)
- Mia moglie è una bestia, regia di Castellano e Pipolo (1988)
- Pathos - Segreta inquietudine, regia di Piccio Raffanini (1988)
- Quella villa in fondo al parco, regia di Giuliano Carnimeo (1988)
- Delitti e profumi, regia di Vittorio De Sisti (1988)
- Intimo, regia di Beppe Cino (1988)
- La maschera del demonio, regia di Lamberto Bava (1989)
- Kinski Paganini, regia di Klaus Kinski (1989)
- Alcune signore per bene, regia di Bruno Gaburro (1990)
- Tolgo il disturbo, regia di Dino Risi (1990)
- Giorni felici a Clichy (Jours tranquilles à Clichy), regia di Claude Chabrol (1990)
- Donne di piacere, regia di Jean-Charles Tacchella (1990)
- Abbronzatissimi, regia di Bruno Gaburro (1991)
- Per sempre, regia di Walter Hugo Khouri (1991)
- Miliardi, regia di Carlo Vanzina (1991)
- Cattive ragazze, regia di Marina Ripa di Meana (1992)
- L'angelo con la pistola, regia di Damiano Damiani (1992)
- Mutande pazze, regia di Roberto D'Agostino (1992)
- Abbronzatissimi 2 - Un anno dopo, regia di Bruno Gaburro (1993)
- Cari fottutissimi amici, regia di Mario Monicelli (1994)
- Soldi proibiti (Les Anges gardiens), regia di Jean-Marie Poiré (1995)
- Simpatici & antipatici, regia di Christian De Sica (1998)
- Paparazzi, regia di Neri Parenti (1998)
- L'educazione fisica delle fanciulle (The Fine Art of Love: Mine Ha-Ha), regia di John Irvin (2005)
- Ballando il silenzio, regia di Salvatore Arimatea (2015)
- Babbo Natale non viene da Nord, regia di Maurizio Casagrande (2015)
- Il traduttore, regia di Massimo Natale (2016)
- Il mio uomo perfetto, regia di Nilo Sciarrone (2018)
- Respiri, regia di Alfredo Fiorillo (2018)
- Luce oltre il silenzio, regia di Giuseppe Racioppi (2019)

### Televisione
- Ferragosto OK, regia di Sergio Martino – film TV (1986)
- Vincere per vincere, regia di Stefania Casini – film TV (1988)
- Il vigile urbano, regia di Castellano e Pipolo – serie TV, episodio 1x09 (1989)
- Classe di ferro, regia di Bruno Corbucci – serie TV, episodio 1x01-1x12 (1989)
- Donna d'onore, regia di Stuart Margolin – miniserie TV (1990)
- Bonjour la galère, regia di Caroline Huppert – miniserie TV (1991)
- Donna d'onore 2, regia di Ralph L. Thomas – miniserie TV (1993)
- Il ritorno di Arsenio Lupin (Les Nouveaux Exploits d'Arsène Lupin) – serie TV francese, episodio Arsenio Lupin e il dottor Freud (Encontre avec le docteur Freud) (1995)
- La signora della città, regia di Beppe Cino – miniserie TV (1996)
- La villa dei misteri, regia di Beppe Cino – miniserie TV (1997)
- Ladri si nasce, regia di Pier Francesco Pingitore – film TV (1997)
- Ladri si diventa, regia di Fabio Luigi Lionello – film TV (1998)
- Villa Ada, regia di Pier Francesco Pingitore – film TV (1999)
- Tre stelle, regia di Pier Francesco Pingitore – miniserie TV (1999)
- Un bacio nel buio, regia di Roberto Rocco – film TV (2000)
- La casa delle beffe, regia di Pier Francesco Pingitore – miniserie TV (2001)
- Occhi verde veleno, regia di Luigi Parisi – miniserie TV (2001)
- Il bello delle donne – serie TV (2001-2003)
- Domani è un'altra truffa, regia di Pier Francesco Pingitore – film TV (2006)
- Caterina e le sue figlie, regia di Fabio Jephcott – serie TV (2007-2010)
- Mogli a pezzi, regia di Alessandro Benvenuti e Vincenzo Terracciano – miniserie TV (2008)
- Il peccato e la vergogna – serie TV, 12 episodi (2010-2014)
- Viso d'angelo, regia di Eros Puglielli – miniserie TV (2011)
- Pupetta - Il coraggio e la passione, regia di Luciano Odorisio – miniserie TV (2013)
- Forza 10, regia di Antonio Canitano – film TV (2013)

### Cortometraggi
- A mia immagine, regia di Giuseppe Bucci (2023)

## Teatro
- Buonanotte Bettino, regia di Pier Francesco Pingitore, Salone Margherita di Roma (1994-1995)
- Uomini targati Eva, regia di Pino Ammendola e Nicola Pistoia, Salone Margherita di Roma (1996-1997)
- Invece che all'una alle due, regia di Roberta Torre (2000-2001)
- Che fine ha fatto Cenerentola?, con Antonio Giuliani (2004-2005)
- Bravi a letto con Antonio Giuliani (2005)
- Circe, la figlia del sole, di Ettore Romagnoli, regia di Vito Cesaro (2013-2014)
- Il marito di mio figlio, regia di Daniele Falleri (2015-2016)
- Amici, Amori e Amanti ovvero la verità, regia di Enrico Maria Lamanna (2018-2019)
- La signora in rosso, regia di Claudio Insegno (2024)

## Programmi televisivi
- Per chi suona la campanella (Rai 2, 1987)
- Cinema cinema (Rai 2, 1987)
- Drive In (Italia 1, 1987)
- Bellissima (Canale 5, 1993) - giurata
- Viva le italiane (Canale 5, 1997)
- Saloon (Canale 5, 2001)
- Ballando con le stelle (Rai 1, 2006) - concorrente
- Pechino Express (Rai 2, 2014) - concorrente
- L'isola dei famosi (Canale 5, 2017) - concorrente
- Giù in 60 secondi - Adrenalina ad alta quota (Italia 1, 2018) - concorrente
- Grande Fratello VIP (Canale 5, 2021-2022) - concorrente
- Alessandro Borghese - Celebrity Chef (TV8, 2022) - concorrente
- Oggi è un altro giorno (Rai 1, 2022-2023) - ospite fissa
- Grande Fratello (Canale 5, 2024-2025) - concorrente

## Doppiatrici
- Cinzia De Carolis in Quella villa in fondo al parco
- Isabella Pasanisi in Donna d'onore
- Laura Lenghi in Soldi proibiti
- Claudia Balboni in La signora della città
- Francesca Guadagno in Occhi verde veleno
- Iaia Forte in Pupetta - Il coraggio e la passione